# Projekt-előrehaladási jelentés

## Projekt Előrehaladási Jelentés

### Mi a projekt előrehaladási jelentés?
A Projekt Előrehaladási Jelentés (röviden PEJ) a projekt folyamatáról készült helyzetjelentés (Szilágyi, é.n.).
A 16/2006 (XII.28.) MeHVM-PM együttes kormányrendelet rendelkezik a 2007-2013-as programozási időszakban az Európai Regionális Fejlesztési Alapból a Kohéziós Alapból és az Európai Szociális Alapból származó támogatások felhasználásáról, annak szabályairól. A Projekt Előrehaladási Jelentés benyújtásának szabályait a 23§ (1) szabályozza.
A Projekt Előrehaladási Jelentést a Kedvezményezett a szerződéskötéstől hathavonta legalább egy alkalommal köteles elektronikusan és papír alapon előrehaladási jelentést benyújtani a Közreműködő Szervezet részére. A kifizetések feltétele a Projekt Előrehaladási Jelentés benyújtása, valamint a Záró Projekt Előrehaladási Jelentés benyújtása (Szigethy, é.n.).
A Projekt Előrehaladási Jelentés formanyomtatványa letölthető a Nemzeti Fejlesztési Ügynökség honlapjáról.
A projekt előrehaladási jelentés két részre bontható: szakmai jelentésre és pénzügyi jelentésre. A szakmai jelentés információkat közöl az adott pályázati időszak eredményeiről, tevékenységeiről, mutatóiról, indikátorairól. A jelentésből kaphatunk képet arról, hogy az indikátorok a célhoz mérten valósultak-e meg. Ha az indikátorok nem a célhoz mérten valósulnak meg, s eltérés mutatkozik, azt jelezni kell (Szigethy, é.n.).
A pénzügyi jelentésnek tartalmaznia kell az adott pályázati időszakra vonatkozóan a felhasznált pénzeszközökről, közbeszerzés eljárásokról, a pénzek átcsoportosításáról (Szigethy, é.n.).

#### A Projekt Előrehaladási Jelentés fajtái
A Projekt Előrehaladási Jelentésnek két fajtája van:
1. Időszaki Előrehaladási Jelentés: előre meghatározott időnként (általában hathavonta) beadott jelentés, melyet a Kedvezményezettnek kötelező benyújtani a Közreműködő Szerv részére.
2. Záró Projekt Előrehaladási Jelentés: a kedvezményezett csak Záró Projekt Előrehaladási Jelentést köteles készíteni, ha a projekt időtartam nem hosszabb, mint 12 hónap, vagy értéke nem haladja meg a nettó 10 millió Forintot (Szilágyi, é.n.).

A Projekt Előrehaladási Jelentés tartalmazza azokat a közbeszerzési eljárásokat is, amelyeket a jelentés időszaka előtt folytattak le a projekttel kapcsolatban (Szilágyi, é.n.).

#### A Projekt Előrehaladási Jelentés hiánypótlást követően nem elfogadható
- a Közreműködő Szervezetek (KSZ) értesítik a Kedvezményezettet a PEJ elutasításáról, valamint tájékoztatást ad arról, hogy milyen korrekciók szükségesek ahhoz, hogy a PEJ elfogadásra kerüljön.
- A PEJ elutasítását követően a KSZ gondoskodik arról, hogy a kifizetések felfüggesztésre kerüljenek, melynek időtartama 40 munkanap.

#### Határidők
Az első Projekt Előrehaladási Jelentés benyújtásának határideje a szerződéskötés hatálybalépésétől számított 6. hónap végétől számított 10 nap. Erről a Közreműködő Szervezet értesítést küld a Kedvezményezettnek. Amennyiben a Projekt Előrehaladási Jelentés nem érkezik meg, úgy a Közreműködő Szervezet értesítést küld a határidő lejárta után 5 nappal, s hiánypótlásra szólít fel, melynek türelmi ideje 15 munkanap.

#### Amennyiben a projekt tervezett befejezési időpontja megváltozott
- Ha az utolsó projekt Előrehaladási Jelentés benyújtásának dátuma és a projekt befejezésének dátuma között hat hónap eltérés van, a Kedvezményezett új PEJ-t köteles benyújtani.
- Amennyiben nem haladja meg a hat hónapot, így a Kedvezményezettnek csak Záró PEJ-t kell benyújtani.
- Amennyiben a projekt elnyert támogatási összege meghaladja a 10 millió Forintot, ugyanakkor a projekt tervezett időtartama egy évnél rövidebb volt, a Kedvezményezettnek nem kellett PEJ-t benyújtania, de ha a módosult dátum miatt a projekt kivitelezése meghaladja az egy évet, akkor a Kedvezményezett köteles PEJ-t benyújtani.
- Amennyiben a projekt elnyert támogatás összege meghaladja a 10 millió Forintot, de a projekt kivitelezésének időszaka kevesebb, mint egy év, a Kedvezményezettnek csak PEJ-t kell benyújtani. Ha a megváltozott kivitelezési időpont sem haladja meg az egy évet, akkor továbbra is Záró PEJ-t kell benyújtani.

#### A projekt előrehaladási jelentés tartalmi elemei a Projekt Előrehaladási Jelentés sablon alapján
1. A Projekt Előrehaladási Jelentés azonosító adatai
  1. a jelentés tartalmát képező időszak adatai (a projekt megvalósulásának tényleges kezdete és várható befejezése
  2. a jelentés kitöltéséért felelős személy adatai
2. Összefoglaló a projekt szakmai előrehaladásáról, kiemelten a jelentéstételi időszakban elért eredményekről
3. A projekt pénzügyi ütemezése (negyedéves lebontásban)
4. A projekt megvalósulásának lépései (a tevékenységek tervezett kezdete és várható befejezése negyedéves lebontásban). Ha a tevékenység az ütemezéstől eltér, akkor annak okát, indokát, a kialakult helyzet megoldására tett kísérleteket is dokumentálni kell.
5. Támogatási szerződésben rögzített célokhoz mért előrehaladás (indikátorok) adatait (monitoring mutató megnevezése, mutató mértékegysége, kiinduló érték, a jelentéstételt megelőző időszakban kumulált értéke, a jelentéstételi időszakban elért változás, a jelentéstételi időszakig számított kumulált érték, szerződésben vállalt célérték (adott évre).
6. Közbeszerzési kötelezettségek (a tevékenység végrehajtása érdekében közbeszerzési eljárás lefolytatásának kötelezettségei, szerződéskötés közbeszerzési eljárás lefolytatásának kötelezettsége esetén, szerződésmódosítás)
7. Tájékoztatás és nyilvánosság kötelezettségei (kommunikációs terv, a tájékoztatás során használt kommunikációs csatornák megnevezése pl. rádió, TV, plakát, szórólap, internet, nyitó- és záró rendezvény stb.
8. Környezeti fenntarthatóság és esélyegyenlőség kötelezettségei
9. Helyszíni szemle és ellenőrzés megállapításai, a Kedvezményezett által készített intézkedési terv és megtett intézkedések (szempont megnevezése, kiindulási érték, megvalósulási érték, a jelentéstételi időszak zárónapján aktuális érték, a projekt fenntartási időszak végére várható érték)
10. Esélyegyenlőség érvényesülésének bemutatása (szempont megnevezése, kiindulási érték, megvalósult érték, a jelentéstételi időszak zárónapján aktuális érték, a projekt fenntartási időszak végére várható érték)

#### A Projekt Előrehaladási Jelentés információkat tartalmaz
- az adott projekt céljaihoz mért előrehaladásról
- az adott projekt kitűzött céljaitól való jelentős eltérésről, az eltérés okaira kiterjedő megfelelő indoklással és a célok aktualizálása
- a közbeszerzésekkel kapcsolatos kötelezettségek teljesítéséről
- a tájékoztatással és a nyilvánossággal kapcsolatos kötelezettségek teljesítéséről
- a környezeti fenntarthatóság és az esélyegyenlőség érvényesítéséről

#### Csatolandó dokumentumok
- a lefolytatott közbeszerzési eljárás teljes dokumentációját
- a tájékoztatással és a nyilvánossággal kapcsolatos kötelezettségek teljesítését igazoló dokumentumokat:
  - sajtóanyagok
  - fényképek
  - közlemények
  - rendezvényekkel kapcsolatos anyagok
  - TV spotok
  - rádió spotok.

### Záró Projekt Előrehaladási Jelentés
A Záró Projekt Előrehaladási Jelentést akkor köteles benyújtani a Kedvezményezett, ha
- a projekt támogatási összege nem haladja meg a 10 millió Forintot
- a projekt megvalósításának időpontja nem haladja meg az egy évet

A Záró Projekt Előrehaladási Jelentés a záró kifizetési igényléssel együtt a záró elszámolási csomag mellékletét képezi, ezért a két dokumentumot együtt kell benyújtani.
A Záró Projekt Előrehaladási Jelentés és a záró kifizetési jelentés feldolgozása egyszerre történik. A záró kifizetési kérelem elfogadásának feltétele a Záró Projekt Előrehaladási Jelentés benyújtása, s annak elfogadása.

## Lásd még
Project indicator
 